# Fabronia rostrata
Fabronia rostrata är en bladmossart som beskrevs av Brotherus 1929. Fabronia rostrata ingår i släktet Fabronia och familjen Fabroniaceae. Inga underarter finns listade i Catalogue of Life.